# كريستوفر بايلي
كريستوفر بايلي (بالإنجليزية: Christopher Alan Bayly)‏ هو مؤرخ العصر الحديث ‏ ومؤرخ بريطاني، ولد في 18 مايو 1945 في رويال تونبريدج ولز ‏ في المملكة المتحدة، وتوفي في 18 أبريل 2015 في شيكاغو في الولايات المتحدة.

## وصلات خارجية
- كريستوفر بايلي على موقع الموسوعة البريطانية (الإنجليزية)